# Bayerische Grenzpolizei

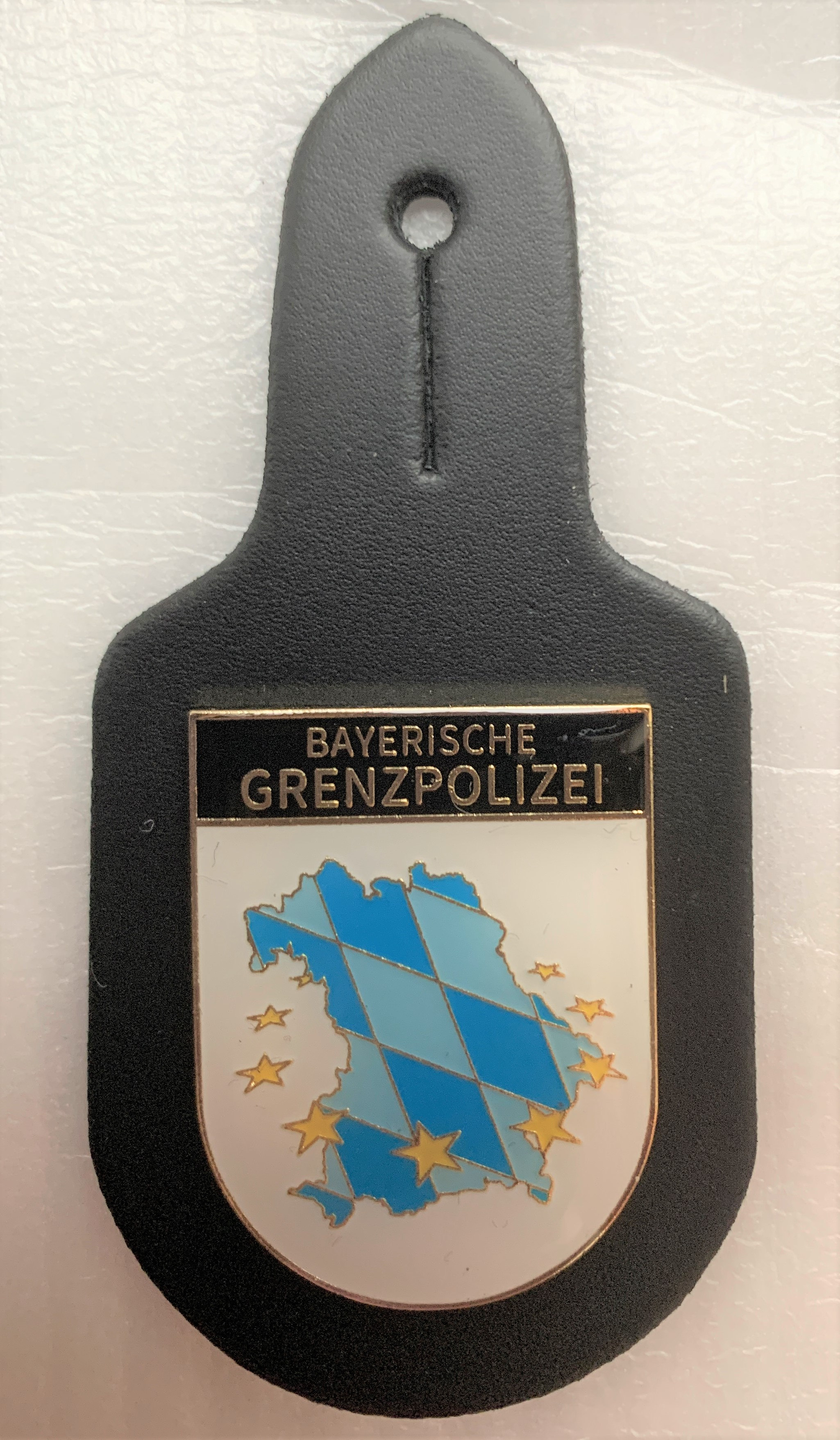
Aktuelles Verbandsabzeichen (Brusttaschenanhänger)

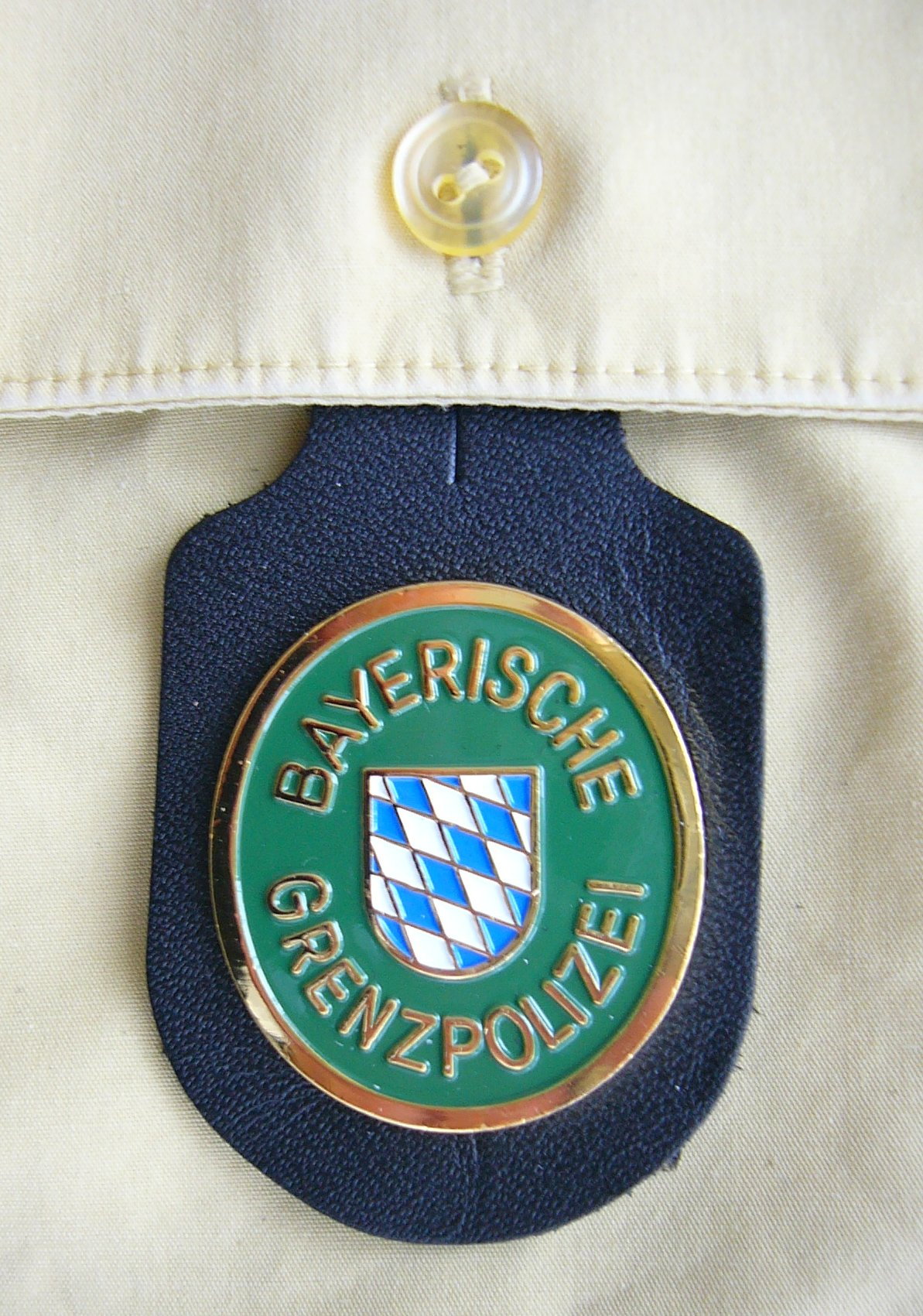
Ehemaliges Verbandsabzeichen (Brusttaschenanhänger)

Die Bayerische Grenzpolizei wurde mit Wirkung vom 1. August 2018 als Teil der Bayerischen Polizei wiedererrichtet. Diese gliedert sich in die Direktion der Bayerischen Grenzpolizei, die an ein Präsidium als Führungsstelle Grenze angegliedert ist, ferner Grenzpolizeiinspektionen und Grenzpolizeistationen (Art. 5 Abs. 3 POG). Aufgaben sind Grenzüberwachung, Grenzkontrolle (einschließlich Grenzfahndung) sowie die Beseitigung von Störungen für die Öffentliche Sicherheit und Ordnung sowie die Abwehr von Gefahren, die die Sicherheit der Grenzen beeinträchtigen (Art. 5 Abs. 2 POG).
Eine bayerische Grenzpolizei existierte bereits von 1946 (1952 eigenständig) bis 1998 als Polizeiverband und war ebenfalls für die Bundesgrenzen in Bayern zuständig. Die Behörde mit damaligem Dienstsitz in München war neben der Landpolizei (ab 1972 Landespolizei) und der Bereitschaftspolizei der dritte Pfeiler der Landespolizei.

## Geschichte

### 1945 bis 1998

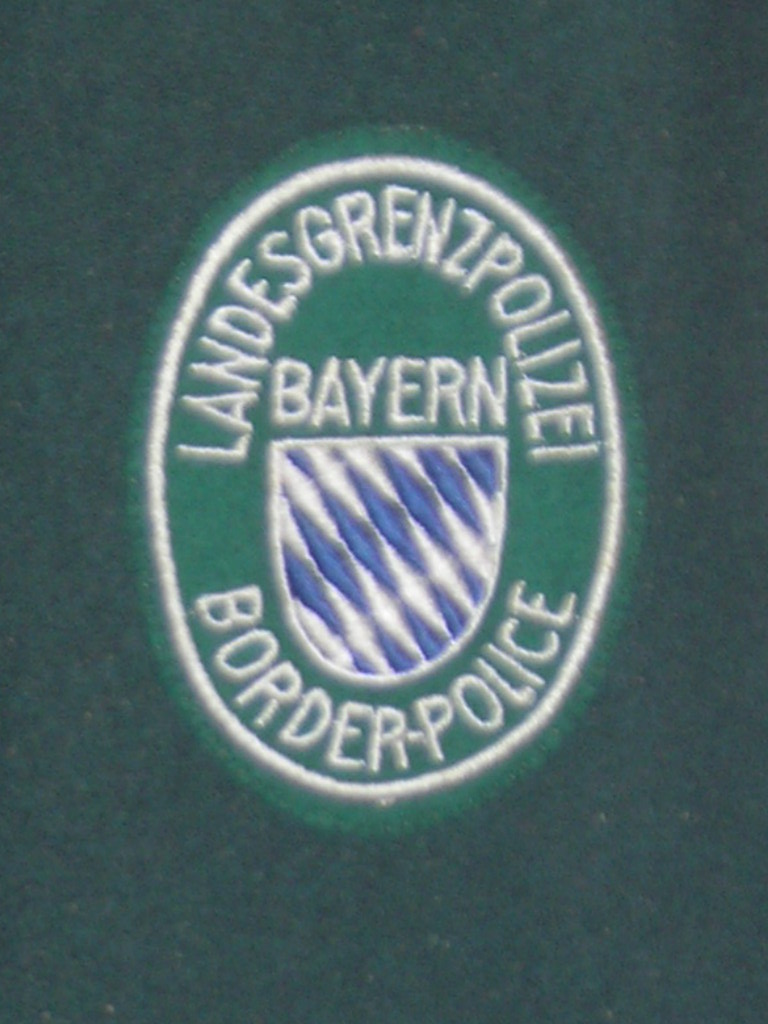
Zweisprachiges Ärmelabzeichen „LANDESGRENZPOLIZEI BAYERN“ / „BORDER-POLICE“

1945 wurde die Bayerische Grenzpolizei – damals Bayerische Landesgrenzpolizei genannt – wiedererrichtet. Diese hatte von 1919 bis 1934 in Form von bayerischen Grenzpolizeikommissariaten an den Grenzen zwischen Lindau und Eger bestanden. Die Wiedererrichtung erfolgte mit der Verordnung Nr. 72 des Staatsministeriums des Inneren über die Bildung einer Bayerischen Landesgrenzpolizei vom 15. November 1945, die am 1. März 1946 in Kraft trat. Die ersten Kräfte wurden von der US-amerikanischen Besatzungsmacht als „Border Police“ aufgestellt.
Am 15. März 1947 ging die Hauptverantwortung für die Grenzkontrolle und Durchführung des Militärregierungsgesetzes Nr. 161 auf die Bayerische Grenzpolizei über. Anweisungen erhielt die Grenzpolizei jedoch nach wie vor von der Militärregierung. Die Kontrolle von Mitgliedern alliierter Militärpersonen und ihrer Angehörigen stand ausschließlich dem amerikanischen Militärpersonal zu.
Als 1951 die US-Besatzungsmacht die Verwendung des ehemaligen SS-Hauptsturmführers Leonhard Halmanseger, der schon im Reichssicherheitshauptamt politische Gegner verfolgt hatte, beim neuerrichteten Bayerischen Landesamt für Verfassungsschutz unter Hinweis auf dessen Vergangenheit ablehnte, machte das Bayerische Staatsministerium des Innern diesen zum Beamten der Grenzpolizei, ließ ihn faktisch aber für den Verfassungsschutz arbeiten. Auch andere, vorbelastete Verfassungsschutzmitarbeiter wurden zunächst offiziell Bedienstete der Grenzpolizei. Unter dem Eindruck des Kalten Krieges wurden die Vorbehalte der US-Dienststellen gegen die erfahrenen Antikommunisten geringer, sodass Leute wie Halmanseger nun zum Verfassungsschutz versetzt werden konnten.
Am 28. Oktober 1952 wurde das Bayerische Polizeiorganisationsgesetz erlassen. Darin war in den Artikeln 34 bis 41 die Grenzpolizei geregelt und ihr als Aufgabe „die Überwachung und der polizeiliche Schutz der Landesgrenzen, insbesondere die Überwachung des Grenzverkehrs und der Vollzug der Auslieferung und Übernahme von Personen, sowie die Überwachung des Personenverkehrs auf Flughäfen“ zugewiesen. Die Dienststellen erhielten Bezeichnungen, die denen der Landpolizei entsprachen.
Im Zuge der Inkraftsetzung des Grundgesetzes für die Bundesrepublik Deutschland stellte sich aufgrund der ausschließlichen Gesetzgebungskompetenz des Bundes gem. Art. 73 Abs. 1 Nr. 5 GG über den Grenzschutz die Frage nach dem Fortbestand und der verfassungsrechtlichen Zulässigkeit der Bayerischen Grenzpolizei. Die Auseinandersetzung zwischen der Bayerischen Staatsregierung und der Bundesregierung führte zu einem Verfassungskonflikt, welcher durch den Abschluss des ersten Verwaltungsabkommens zur Ausübung der Passnachschau im Land Bayern vom 11. Februar 1953 sowie die bayerische Anerkennung des Weisungs- und Aufsichtsrechtes durch den Bund beendet wurde.
Die Neufassung des Verwaltungsabkommens vom 11. Februar 1953 zwischen dem Bundesministerium des Innern und der Bayerischen Staatsregierung über die Wahrnehmung von Aufgaben des grenzpolizeilichen Einzeldienstes in Bayern erfolgte am 16. Juli 1975.
Außer Bayern verfügt(e) kein anderes Bundesland Deutschlands seit der Nachkriegszeit über eine eigene Grenzpolizei (eine hessische Grenzpolizei bestand bis 1950). Ab 1968 wurde ein Grenzbeauftragter (Polizeivollzugsbeamter in der Laufbahn des höheren Dienstes) bestellt.
Ende der 1980er Jahre zeichnete sich das vorläufige Aus für die Bayerische Grenzpolizei ab. Bedingt durch den Beitritt Österreichs am 1. Januar 1995 zur EU und am 28. April 1995 zum Schengener Abkommen veränderte sich die Situation an der bayerisch-österreichischen Grenze grundlegend. Ab dem 1. Januar 1997 wurden die Grenzkontrollen des Verkehrs aus Österreich stufenweise aufgehoben.
Mit der Eingliederung der Bayerischen Grenzpolizei in die Bayerische Landespolizei endete deren Geschichte mit Ablauf des 31. März 1998 zunächst. Als Ersatz wurden Polizeidienststellen geschaffen, die sich praktisch ausschließlich mit dem grenzüberschreitenden Verkehr befassten. Hier sind zu erwähnen: Die Polizeiinspektion Fahndung (PIF) mit Grenzpolizeistationen (GPS) und die Fahndungs- und Kontrolltrupps (FKT). Die Beamten des FKT agieren zivil und sind auch außerhalb grenznaher Regionen tätig. Die Einrichtung der Grenzbeauftragten blieb als einzige bestehen. In diesem Zusammenhang erfolgte im Jahr 2008 die letzte Änderung des Verwaltungsabkommens vom 16. Juli 1975. Gemäß dem neu gefassten Verwaltungsabkommen vom 21. April 2008 nimmt die Bayerische Polizei die Kontrolle des grenzüberschreitenden Verkehrs seither nur noch wahr, soweit dieser über Einrichtungen des Luftverkehrs abgewickelt wird (mit Ausnahme des Flughafens München).

### Wiedererrichtung 2018
Markus Söder gab nach seiner Wahl zum Bayerischen Ministerpräsidenten bekannt, er wolle noch vor der Landtagswahl im Herbst 2018 die Bayerische Grenzpolizei reaktivieren. Die neue Einheit sollte aus 500 Beamten bestehen und über 160 Einsatzfahrzeuge verfügen. Die neue Direktion der Bayerischen Grenzpolizei mit Sitz in Passau erhielt ein eigenes Abzeichen und soll als bayernweite Zentralstelle die nationale und internationale Zusammenarbeit mit unmittelbarem Grenzbezug koordinieren und intensivieren. Die Direktion, die in der heute dreistufigen Hierarchie der Bayerischen Polizei eine Sonderrolle spielt, übernimmt die Fachaufsicht über die bisherigen Dienststellen und Organisationseinheiten mit Schleierfahndungsaufgaben der Bayerischen Polizei.
Die Reaktivierung der Bayerischen Grenzpolizei wurde endgültig während der ersten Sitzung des Kabinetts Söder am 23. März 2018 mit 1000 Stellen zum 1. Juli 2018 beschlossen. Die Direktion der Bayerischen Grenzpolizei nahm am 2. Juli 2018 die Arbeit auf. Leiterin ist Annette Lauer.
Nach einer Klage der Grünen stellte der bayerische Verfassungsgerichtshof im August 2020 fest, dass der Artikel 29 des bayerischen Polizeiaufgabengesetzes („Befugnisse für Aufgaben der Grenzkontrolle und Sicherung von Anlagen“) teilweise verfassungswidrig sei.
Die Diskussion um die Verfassungskonformität liegt u. a. daran, dass keine Vereinbarung nach § 2 Abs. 3 des Bundespolizeigesetzes mit dem Bundesinnenminister getroffen wurde, denn das hätte zur Folge gehabt, dass Bayern die Bundespolizei an der Grenze wieder komplett hätte ersetzen müssen, was u. a. dauerhaft einen erheblichen Personal- und Kostenaufwand nach sich gezogen hätte.
In der Folge gibt es zwar eine als Bayerische Grenzpolizei benannte Struktur, sie verfügt jedoch nicht mehr über spezielle Befugnisse zur Kontrolle an den Grenzen. Als Aufgaben bleiben ihr die Schleierfahndung im weiteren Grenzgebiet sowie die Wahrnehmung von grenzpolizeilichen Aufgaben im Luftverkehr innerhalb Bayerns, ausgenommen der Flughafen München.
Im Jahr 2024 wurde verkündet, dass die Bayerische Grenzpolizei bis 2028 von bisher rund 1.000 Stellen auf dann insgesamt 1.500 Stellen verstärkt werden soll.

## Organisation
Der Direktion der Bayerischen Grenzpolizei in Passau sind folgende Dienststellen nachgeordnet:
Oberfranken
- Grenzpolizeiinspektion Selb
- Verkehrspolizeiinspektion Hof – Grenzpolizeigruppe

Mittelfranken
- Grenzpolizeiinspektion Flughafen Nürnberg

Oberpfalz
- Grenzpolizeiinspektion Waidhaus
- Polizeiinspektion Waldsassen – Grenzpolizeigruppe
- Polizeiinspektion Furth im Wald – Grenzpolizeigruppe

Niederbayern
- Grenzpolizeiinspektion Passau
- Polizeiinspektion Zwiesel – Grenzpolizeigruppe
- Polizeiinspektion Freyung – Grenzpolizeigruppe
- Polizeiinspektion Simbach am Inn – Grenzpolizeigruppe

Oberbayern, Polizeipräsidium Oberbayern Süd
- Grenzpolizeiinspektion Piding
- Grenzpolizeiinspektion Raubling
- Grenzpolizeiinspektion Murnau am Staffelsee
- Grenzpolizeistation Burghausen
- Grenzpolizeistation Kreuth
- Grenzpolizeistation Mittenwald
- Grenzpolizeistation Grassau
- Grenzpolizeistation Laufen (geplant 2026)

Schwaben
- Grenzpolizeiinspektion Lindau (Bodensee)
- Grenzpolizeiinspektion Flughafen Memmingen
- Grenzpolizeistation Pfronten

## Ausrüstung
Zusätzlich zur Standardausrüstung verfügt die Bayerische Grenzpolizei über eine Vielzahl an speziellen Ausrüstungsgegenständen, unter anderem Drohnensysteme, Nachtsichtgeräte, Wärmebildkameras und Personendetektionsgeräte.